# Vålerenga Fotball 2008
Questa voce raccoglie le informazioni riguardanti il Vålerenga Fotball nelle competizioni ufficiali della stagione 2008.

## Stagione
Il Vålerenga chiuse la stagione al 10º posto in classifica. La squadra centrò però la vittoria finale nella Coppa di Norvegia 2008, centrando la quarta affermazione nella manifestazione. Il calciatore più utilizzato in stagione fu Troy Perkins, con le sue 33 presenze (26 in campionato, 7 nella coppa nazionale), mentre Mohammed Abdellaoue fu il miglior marcatore con 16 centri (9 in campionato, 7 nella coppa).

## Maglie e sponsor
Lo sponsor tecnico per la stagione 2008 fu Nike, mentre lo sponsor ufficiale fu Hafslund. La prima divisa era composta da una maglietta blu con inserti rossi, pantaloncini bianchi e calzettoni rossi. Quella da trasferta era completamente bianca, con inserti dorati.
| Casa | Trasferta |

## Rosa
| N. |                        | Ruolo | Calciatore           |
| -- | ---------------------- | ----- | -------------------- |
| 1  | Stati Uniti (bandiera) | P     | Troy Perkins         |
| 3  | Danimarca (bandiera)   | D     | Allan Jepsen         |
| 4  | Norvegia (bandiera)    | D     | André Muri           |
| 5  | Norvegia (bandiera)    | D     | Erik Hagen           |
| 6  | Norvegia (bandiera)    | D     | Freddy dos Santos    |
| 7  | Norvegia (bandiera)    | A     | Daniel Fredheim Holm |
| 8  | Norvegia (bandiera)    | C     | Martin Andresen      |
| 9  | Norvegia (bandiera)    | C     | Jørgen Jalland       |
| 10 | Norvegia (bandiera)    | C     | Lars Iver Strand     |
| 11 | Norvegia (bandiera)    | A     | Morten Berre         |
| 13 | Norvegia (bandiera)    | D     | Jarl André Storbæk   |
| 14 | Norvegia (bandiera)    | A     | Bengt Sæternes       |
| 16 | Danimarca (bandiera)   | D     | Dan Thomassen        |
| 17 | Norvegia (bandiera)    | C     | Mohammed Fellah      |
| 18 | Norvegia (bandiera)    | A     | Christer Jensen      |
| 18 | Norvegia (bandiera)    | A     | Rune Lange           |

| N. |                     | Ruolo | Calciatore                |
| -- | ------------------- | ----- | ------------------------- |
| 21 | Giamaica (bandiera) | A     | Luton Shelton             |
| 22 | Norvegia (bandiera) | D     | Ronny Johnsen             |
| 23 | Norvegia (bandiera) | C     | Kristofer Hæstad          |
| 24 | Norvegia (bandiera) | D     | Kjetil Wæhler             |
| 25 | Norvegia (bandiera) | A     | Mohammed Abdellaoue       |
| 26 | Serbia (bandiera)   | C     | Bojan Zajić               |
| 27 | Norvegia (bandiera) | C     | Adnan Haidar              |
| 27 | Norvegia (bandiera) | A     | Glenn Roberts             |
| 28 | Norvegia (bandiera) | C     | Harmeet Singh             |
| 29 | Norvegia (bandiera) | C     | Fredrik Carlsen           |
| 30 | Norvegia (bandiera) | P     | Øyvind Bolthof            |
| 31 | Norvegia (bandiera) | D     | Kristian Brix             |
| 34 | Norvegia (bandiera) | D     | Amin Nouri                |
| 34 | Norvegia (bandiera) | A     | Bardh Shala               |
| 34 | Islanda (bandiera)  | A     | Gunnar Heiðar Þorvaldsson |

## Calciomercato

### Sessione invernale(dal 01/01 al 31/03)
| Acquisti | Acquisti            | Acquisti     | Acquisti      |
| R.       | Nome                | da           | Modalità      |
| -------- | ------------------- | ------------ | ------------- |
| P        | Troy Perkins        | D.C. United  | definitivo    |
| D        | André Muri          | Odd Grenland | fine prestito |
| C        | Martin Andresen     | Brann        | definitivo    |
| C        | Kristofer Hæstad    | Start        | definitivo    |
| C        | Lars Iver Strand    | Tromsø       | definitivo    |
| C        | Bojan Zajić         | Partizan     | definitivo    |
| A        | Mohammed Abdellaoue | Skeid        | definitivo    |
| A        | Bengt Sæternes      | Odense       | definitivo    |

| Cessioni | Cessioni            | Cessioni          | Cessioni   |
| R.       | Nome                | a                 | Modalità   |
| -------- | ------------------- | ----------------- | ---------- |
| P        | Árni Gautur Arason  | Thanda Royal Zulu | definitivo |
| D        | Kristian Brix       | Sogndal           | prestito   |
| D        | Arnar Førsund       | HamKam            | definitivo |
| D        | Amin Nouri          | Nybergsund        | prestito   |
| D        | Jørgen Horn         | Viking            | definitivo |
| C        | Jalal El-Gharbi     | Bærum             | definitivo |
| C        | Christian Grindheim | Heerenveen        | definitivo |
| C        | Thomas Holm         | Molde             | definitivo |
| C        | Sebastian Mila      | ŁKS               | definitivo |
| C        | Jan-Derek Sørensen  | Bodø/Glimt        | definitivo |
| A        | Alexander Mathisen  | Aalesund          | definitivo |
| A        | Glenn Roberts       | Nybergsund        | prestito   |

### Sessione estiva(dal 01/08 al 31/08)
| Acquisti | Acquisti      | Acquisti              | Acquisti      |
| R.       | Nome          | da                    | Modalità      |
| -------- | ------------- | --------------------- | ------------- |
| D        | Kristian Brix | Sogndal               | fine prestito |
| D        | Erik Hagen    | Zenit San Pietroburgo | definitivo    |
| D        | Amin Nouri    | Nybergsund            | fine prestito |
| A        | Glenn Roberts | Nybergsund            | fine prestito |
| A        | Luton Shelton | Sheffield Utd         | definitivo    |

| Cessioni | Cessioni                  | Cessioni    | Cessioni      |
| R.       | Nome                      | a           | Modalità      |
| -------- | ------------------------- | ----------- | ------------- |
| D        | Dan Thomassen             | Aarhus      | definitivo    |
| A        | Rune Lange                | Tromsø      | prestito      |
| A        | Glenn Roberts             | Aalesund    | definitivo    |
| A        | Gunnar Heiðar Þorvaldsson | Hannover 96 | fine prestito |

## Risultati

### Eliteserien

#### Girone di andata
| Arbitro: | Olsen (Kristiansand) |

|           |           |  |
| Berre 73’ | Marcatori |  |

| Arbitro: | Edvartsen (Hamar) |

|                                  |           |  |
| Rushfeldt 68’ (rig.) Knarvik 90’ | Marcatori |  |

| Arbitro: | Hauge (Bergen) |

|  |           |                                         |
|  | Marcatori | 54’, 64’ Abdellaoue 68’ (rig.) Andresen |

| Arbitro: | Moen (Haugesund) |

|                |           |              |
| Abdellaoue 26’ | Marcatori | 81’ Ya Konan |

| Arbitro: | Hauge (Bergen) |

|                                |           |                                        |
| Ødegaard 69’ Wæhler 84’ (aut.) | Marcatori | 11’, 19’ Fredheim Holm 12’ Þorvaldsson |

| Arbitro: | Ditlefsen |

|                   |           |                      |
| Fredheim Holm 57’ | Marcatori | 14’, 22’ Berg Hestad |

| Arbitro: | Skjerven (Kaupanger) |

|             |           |  |
| Helstad 77’ | Marcatori |  |

| Oslo 25 maggio 2008, ore 18:00 8ª giornata | Vålerenga          | 0 – 0 referto | Bodø/Glimt | Ullevaal Stadion (13.638 spett.)\| Arbitro: \| Johnsen (Tønsberg) \| |
| Arbitro:                                   | Johnsen (Tønsberg) |               |            |                                                                      |

| Arbitro: | Øvrebø (Oslo) |

|                 |           |  |
| Ighalo 65’, 84’ | Marcatori |  |

| Arbitro: | Skjerven (Kaupanger) |

|                                       |           |  |
| Sæternes 9’ Þorvaldsson 79’ Zajić 90’ | Marcatori |  |

| Arbitro: | Moen (Haugesund) |

|                            |           |             |
| Jóhannsson 15’ Kvisvik 47’ | Marcatori | 6’ Sæternes |

| Arbitro: | Øvrebø (Oslo) |

|                            |           |               |
| Zajić 7’ Fredheim Holm 45’ | Marcatori | 37’ Alanzinho |

| Arbitro: | Staberg (Harstad) |

|             |           |                                       |
| Nystrøm 37’ | Marcatori | 47’ Sæternes 76’ Abdellaoue 78’ Zajić |

#### Girone di ritorno
| Arbitro: | Staberg |

|                                                 |           |                |
| Mota 45’, 76’ Berg Hestad 49’, 64’ M. Diouf 61’ | Marcatori | 13’ Abdellaoue |

| Oslo 28 luglio 2008, ore 19:00 15ª giornata | Vålerenga         | 0 – 0 referto | Tromsø | Ullevaal Stadion (14.640 spett.)\| Arbitro: \| Edvartsen (Hamar) \| |
| Arbitro:                                    | Edvartsen (Hamar) |               |        |                                                                     |

| Arbitro: | Staberg (Harstad) |

|             |           |             |
| Shelton 85’ | Marcatori | 57’ Piiroja |

| Arbitro: | Ditlefsen |

|          |           |                    |
| Øren 75’ | Marcatori | 43’ (rig.) Storbæk |

| Arbitro: | Sælen (Bergen) |

|                |           |                                |
| Abdellaoue 49’ | Marcatori | 4’ (rig.) Bergdølmo 81’ George |

| Arbitro: | Hauge (Bergen) |

|                       |           |              |
| Dorsin 19’ Lustig 35’ | Marcatori | 87’ Sæternes |

| Arbitro: | Øvrebø (Oslo) |

|             |           |                     |
| Shelton 79’ | Marcatori | 56’ Hoff 73’ Holmen |

| Ålesund 21 settembre 2008, ore 18:00 21ª giornata | Aalesund     | 0 – 0 referto | Vålerenga | Color Line Stadion (10.637 spett.)\| Arbitro: \| Hagen (Grue) \| |
| Arbitro:                                          | Hagen (Grue) |               |           |                                                                  |

| Arbitro: | Berntsen (Vang) |

|  |           |          |
|  | Marcatori | 6’ Nisja |

| Arbitro: | Edvartsen (Hamar) |

|             |           |                           |
| C. Berg 81’ | Marcatori | 88’ Wæhler 90’ dos Santos |

| Arbitro: | Staberg (Harstad) |

|                                                 |           |            |
| Pedersen 53’ (aut.) Abdellaoue 64’ Sæternes 78’ | Marcatori | 68’ Riseth |

| Arbitro: | Sandmoen (Kjelsås) |

|                                                                |           |                     |
| Gunnarsson 32’, 42’, 60’ Andersson 50’ Pálmason 83’ Keller 90’ | Marcatori | 72’, 80’ Abdellaoue |

| Arbitro: | Alseth (Stjørdal) |

|  |           |            |
|  | Marcatori | 17’ Austin |

### Coppa di Norvegia
| Arbitro: | Kristensen |

|  |           |                                                 |
|  | Marcatori | 61’, 87’ Zajić 65’, 73’ Sæternes 85’ Abdellaoue |

| Arbitro: | Helgerud (Lier) |

|           |           |                                            |
| Frejd 66’ | Marcatori | 2’, 89’ Þorvaldsson 18’ Sæternes 87’ Zajić |

| Arbitro: | Edvartsen (Hamar) |

|                          |           |                                            |
| Wiig 35’ El Masrouri 77’ | Marcatori | 14’ Sæternes 64’ Abdellaoue 82’ dos Santos |

| Arbitro: | Olsen (Kristiansand) |

|  |           |                           |
|  | Marcatori | 97’ Zajić 118’ Abdellaoue |

| Arbitro: | Moen (Haugesund) |

|                                              |           |           |
| Shelton 16’ Fredheim Holm 45’ Abdellaoue 66’ | Marcatori | 26’ Olsen |

| Oslo 25 settembre 2008, ore 19:00 Semifinale                             | Vålerenga | 2 – 1 referto | Odd Grenland | Ullevaal Stadion (9.563 spett.) |
| \| \| \| \| \| Abdellaoue 31’ Sæternes 38’ \| Marcatori \| 22’ Dokken \| |           |               |              |                                 |
|                                                                          |           |               |              |                                 |
| Abdellaoue 31’ Sæternes 38’                                              | Marcatori | 22’ Dokken    |              |                                 |

| Arbitro: | Moen (Haugesund) |

|               |           |                                            |
| Andersson 71’ | Marcatori | 31’, 55’ Abdellaoue 51’, 71’ Fredheim Holm |

## Statistiche

### Statistiche di squadra
| Competizione      | Punti | In casa | In casa | In casa | In casa | In casa | In casa | In trasferta | In trasferta | In trasferta | In trasferta | In trasferta | In trasferta | Totale | Totale | Totale | Totale | Totale | Totale | DR  |
| Competizione      | Punti | G       | V       | N       | P       | Gf      | Gs      | G            | V            | N            | P            | Gf           | Gs           | G      | V      | N      | P      | Gf     | Gs     | DR  |
| ----------------- | ----- | ------- | ------- | ------- | ------- | ------- | ------- | ------------ | ------------ | ------------ | ------------ | ------------ | ------------ | ------ | ------ | ------ | ------ | ------ | ------ | --- |
| Eliteserien       | 58    | 13      | 4       | 4       | 5       | 14      | 12      | 13           | 4            | 2            | 7            | 17           | 25           | 26     | 8      | 6      | 12     | 31     | 37     | -6  |
| Coppa di Norvegia | -     | 2       | 2       | 0       | 0       | 5       | 2       | 5            | 5            | 0            | 0            | 18           | 4            | 7      | 7      | 0      | 0      | 23     | 6      | +17 |
| Totale            | -     | 15      | 6       | 4       | 5       | 19      | 14      | 18           | 9            | 2            | 7            | 35           | 29           | 33     | 15     | 6      | 12     | 54     | 43     | +11 |

### Statistiche dei giocatori
| Giocatore        | Eliteserien | Eliteserien | Eliteserien | Eliteserien | Coppa di Norvegia | Coppa di Norvegia | Coppa di Norvegia | Coppa di Norvegia | Totale   | Totale | Totale      | Totale     |
| Giocatore        | Presenze    | Reti        | Ammonizioni | Espulsioni  | Presenze          | Reti              | Ammonizioni       | Espulsioni        | Presenze | Reti   | Ammonizioni | Espulsioni |
| ---------------- | ----------- | ----------- | ----------- | ----------- | ----------------- | ----------------- | ----------------- | ----------------- | -------- | ------ | ----------- | ---------- |
| M. Abdellaoue    | 23          | 9           | 0           | 0           | 6                 | 7                 | 0                 | 0                 | 29       | 16     | 0           | 0          |
| M. Andresen      | 23          | 1           | 5           | 0           | 5                 | 0                 | 2                 | 0                 | 28       | 1      | 7           | 0          |
| M. Berre         | 19          | 1           | 1           | 0           | 5                 | 0                 | 1                 | 0                 | 24       | 1      | 2           | 0          |
| Ø. Bolthof       | 0           | 0           | 0           | 0           | 1                 | 0                 | 0                 | 0                 | 1        | 0      | 0           | 0          |
| K. Brix          | 0           | 0           | 0           | 0           | 0                 | 0                 | 0                 | 0                 | 0        | 0      | 0           | 0          |
| F. Carlsen       | 1           | 0           | 0           | 0           | 2                 | 0                 | 0                 | 0                 | 3        | 0      | 0           | 0          |
| F. dos Santos    | 23          | 1           | 4           | 0           | 7                 | 1                 | 0                 | 0                 | 30       | 2      | 4           | 0          |
| M. Fellah        | 2           | 0           | 0           | 0           | 0                 | 0                 | 0                 | 0                 | 2        | 0      | 0           | 0          |
| D. Fredheim Holm | 21          | 4           | 3           | 0           | 5                 | 3                 | 0                 | 0                 | 26       | 7      | 3           | 0          |
| K. Hæstad        | 21          | 0           | 5           | 0           | 5                 | 0                 | 2                 | 0                 | 26       | 0      | 7           | 0          |
| E. Hagen         | 6           | 0           | 3           | 0           | 5                 | 0                 | 2                 | 0                 | 11       | 0      | 5           | 0          |
| A. Haidar        | 2           | 0           | 0           | 0           | 1                 | 0                 | 0                 | 0                 | 3        | 0      | 0           | 0          |
| J. Jalland       | 1           | 0           | 0           | 0           | 0                 | 0                 | 0                 | 0                 | 1        | 0      | 0           | 0          |
| C. Jensen        | 0           | 0           | 0           | 0           | 1                 | 0                 | 0                 | 0                 | 1        | 0      | 0           | 0          |
| A. Jepsen        | 19          | 0           | 4           | 0           | 6                 | 0                 | 0                 | 0                 | 25       | 0      | 4           | 0          |
| R. Johnsen       | 6           | 0           | 1           | 0           | 2                 | 0                 | 0                 | 0                 | 8        | 0      | 1           | 0          |
| R. Lange         | 0           | 0           | 0           | 0           | 0                 | 0                 | 0                 | 0                 | 0        | 0      | 0           | 0          |
| A. Muri          | 19          | 0           | 0           | 0           | 7                 | 0                 | 0                 | 0                 | 26       | 0      | 0           | 0          |
| A. Nouri         | 2           | 0           | 0           | 0           | 0                 | 0                 | 0                 | 0                 | 2        | 0      | 0           | 0          |
| T. Perkins       | 26          | 0           | 0           | 0           | 7                 | 0                 | 0                 | 0                 | 33       | 0      | 0           | 0          |
| G. Roberts       | 2           | 0           | 0           | 0           | 1                 | 0                 | 0                 | 0                 | 3        | 0      | 0           | 0          |
| B. Sæternes      | 26          | 5           | 2           | 0           | 6                 | 5                 | 1                 | 0                 | 32       | 10     | 3           | 0          |
| B. Shala         | 0           | 0           | 0           | 0           | 0                 | 0                 | 0                 | 0                 | 0        | 0      | 0           | 0          |
| L. Shelton       | 11          | 2           | 2           | 0           | 1                 | 1                 | 0                 | 0                 | 12       | 3      | 2           | 0          |
| H. Singh         | 9           | 0           | 0           | 1           | 3                 | 0                 | 0                 | 0                 | 12       | 0      | 0           | 1          |
| J. Storbæk       | 18          | 1           | 4           | 0           | 6                 | 0                 | 0                 | 0                 | 24       | 1      | 4           | 0          |
| L. Strand        | 19          | 0           | 2           | 0           | 6                 | 0                 | 0                 | 0                 | 25       | 0      | 2           | 0          |
| D. Thomassen     | 9           | 0           | 3           | 1           | 1                 | 0                 | 0                 | 0                 | 10       | 0      | 3           | 1          |
| G. Þorvaldsson   | 9           | 2           | 0           | 0           | 2                 | 2                 | 0                 | 0                 | 11       | 4      | 0           | 0          |
| K. Wæhler        | 20          | 1           | 3           | 0           | 4                 | 0                 | 1                 | 0                 | 24       | 1      | 4           | 0          |
| B. Zajić         | 21          | 3           | 2           | 1           | 6                 | 4                 | 1                 | 0                 | 27       | 7      | 3           | 1          |